# 3173 McNaught
3173 McNaught este un asteroid din centura principală, descoperit pe 24 noiembrie 1981, de Edward Bowell.